# آسیل آزید

فرمول کلی آسیل آزید که در آن R یک زنجیر جانبی است.

آسیل آزیدها(به انگلیسی: Acyl azide) دسته‌ای از ترکیبات آلی نیتروژن هستند که از کربوکسیلیک اسید مشتق می‌شوند و فرمول کلی آن‌ها به صورت RCON3 است. این ترکیبات از واکنش یک آلکیل، آریل یا آسیل کلرید با سدیم آزید در یک محلول آبی، تشکیل می‌شود.